# Oxystigma mannii
Oxystigma mannii är en ärtväxtart som först beskrevs av Henri Ernest Baillon, och fick sitt nu gällande namn av Hermann August Theodor Harms. Oxystigma mannii ingår i släktet Oxystigma och familjen ärtväxter. Inga underarter finns listade i Catalogue of Life.